# يكا علم
يكا علم هي بلدة في مقاطعة قرة قول في ولاية بخارى في أوزبكستان.